# Alkemade
Alkemade este o fostă comună din provincia Olanda de Sud, Țările de Jos. În 2009 a fost reorganizată teritoriul său fiind inclus în noua comună Kaag en Braassem.

## Localități componente
Kaag, Nieuwe Wetering, Oud Ade, Oude Wetering, Rijpwetering, Roelofarendsveen.